# 大手私鉄
大手私鉄（おおてしてつ）は、日本の民営鉄道事業者（私鉄）の分類の一つで、特に経営規模の大きなものの会社を指す。大手民鉄ともいう。
英語では「Major Railway Companies」と呼称する。国土交通省鉄道局などでも統計資料でこの区分を用いており、他の私鉄（準大手私鉄・中小私鉄）とは区別される。
大手私鉄各社は、経営規模（資本金、営業キロ、輸送人員など）が大きく、三大都市圏および福岡都市圏（四大都市圏）における基幹的な公共交通機関として旅客輸送を担っている。

## 概要
大手私鉄ではいずれも鉄道事業を中核として、鉄道も含めたバスやタクシーなどの運輸事業、沿線を中心とした不動産事業（マンションや商業施設の開発といったデベロッパー）や流通事業（百貨店やスーパーマーケット）、レジャー事業（旅行代理店やプロ野球）などを展開する多角化経営を行っており、大手私鉄グループは沿線住民のライフスタイルを担う重要な存在でもある。日本の私鉄における経営多角化は阪急電鉄の創業者である小林一三が考案したとされ、この鉄道会社の多角経営は世界的には日本特有の経営モデルである。非鉄道事業については、不動産事業などを中心に沿線以外の地域や国内外に及ぶ場合もある。
この「鉄道・不動産・流通」を3本柱とした私鉄経営モデルを、国鉄分割民営化で発足したJR各社も採用して非鉄道事業の成長を目指している。JRも不動産事業を中心に自社エリア外での事業展開を行なっている。
また、かつては多くの大手私鉄が直営の自動車事業部としてバス事業（乗合バス・貸切バス）を運営していたが、モータリゼーションによる需要衰退を受け、1990年代以降は経営合理化のためバス事業を分社化する大手私鉄が増加した。

## 歴史

### 「大手」という区分の誕生
私鉄における「大手・中小」の区分は、日本私鉄労働組合総連合会（私鉄総連）における賃上げ交渉の過程で生まれた。
まず1951年（昭和26年）の中央労働委員会による調停により、会社規模・立地条件・労働生産性・人件費率などを考慮して個別に賃金を決める方法が提示された。さらに翌1952年（昭和27年）の調停案ではより具体的に、関東私鉄5社（東武鉄道・東京急行電鉄・京浜急行電鉄・京王帝都電鉄・京成電鉄）、関西5社（阪急電鉄・京阪電気鉄道・近畿日本鉄道・阪神電気鉄道・南海電気鉄道）の計10社の賃金増額率を他と区別した（10社は24 - 26%、他は20%増）。なお、西武鉄道と小田急電鉄はこの年の春闘に参加していなかった。そして1953年（昭和28年）の調停案では、10社に名古屋鉄道と西日本鉄道を加えて「大手12社」と明示した。
私鉄の春闘を報じた新聞各社でも、1952年頃より「大手筋十社」（朝日新聞）、「十大私鉄」（読売新聞）などと表現されるようになり、1954年の春闘報道では「大手十三社」（朝日新聞）、「東京の大手私鉄」（読売新聞）と、「大手」「大手私鉄」といった表現が登場している。
このように、当初は労使交渉における基準でしかなかった「大手・中小」の区分が、のちに他の場面でも用いられるようになり、「大手私鉄」の語が次第に一般化していった。

### 企業数の変遷
労使交渉で「大手私鉄」とされた12社に西武・小田急を加えた14社の形成は、昭和初期に成立した陸上交通事業調整法などによって私鉄各社の統合が図られたことに端を発する。これにより1945年（昭和20年）の終戦時点では東武・西武・京成・東急（大東急）・名鉄・近鉄（大近鉄）・京阪神急行・阪神・西鉄の9社となっていたが、1947年（昭和22年）に近鉄から南海が、1948年（昭和23年）に東急から京王・小田急・京急の3社が、1949年（昭和24年）に京阪神から京阪が独立し、京阪独立の時点で14社となった。
14社は先述した経緯によって大手私鉄とされるようになったが、以後の認定は業界団体である日本民営鉄道協会（民鉄協）が行っており、鉄道事業者からの要望を受けて同協会理事会で審議の上、承認を受ければ大手私鉄と認定される。この手続きにより1990年（平成2年）5月31日には相模鉄道が大手私鉄に昇格し、2004年（平成16年）4月1日には特殊法人帝都高速度交通営団から事業を継承した東京地下鉄株式会社（東京メトロ）が大手私鉄に加わり、現在の16社体制に至っている。
なお、東京メトロは民営化時点では日本政府と東京都による公的資本会社であったため、非上場の鉄道事業者であった。2024年（令和6年）10月23日に東京証券取引所プライム市場に上場したことから、全ての加盟鉄道事業者が上場企業となった。
1980年代後半から1990年代前半には、当時準大手私鉄であった神戸電鉄においても、前述の相模鉄道に続いて大手私鉄に昇格する計画が存在した。これは神戸電鉄グループであった北神急行電鉄の黒字転換時に同社を吸収し、これによって輸送人員が大手私鉄の基準を満たすため、大手私鉄に昇格するというもので、覚書も締結されていた。このため、1990年代に神戸電鉄の各部署名義で執筆された公刊書籍・雑誌記事などにおいては「大手私鉄になる」や「大手民鉄への道を加速度的に歩んでいる」 など大手私鉄への参入を示唆する文書が多く見られた。しかし実際には、その後の社内外の経営環境の激変などもあり、2005年度より中小私鉄として扱われることが増えた。
現在では民鉄協による審査が大手私鉄の認定要件となっているため、事業規模の大小にかかわらず、民鉄協非加盟の鉄道事業者は大手私鉄とはみなされない。例えば2018年（平成30年）4月1日に大阪市交通局の鉄道・軌道事業を継承した大阪市高速電気軌道 (Osaka Metro) は民鉄協に加盟しておらず、大手私鉄とされていないため、同社の中期経営計画では大手私鉄の語を用いず、自社を「大手鉄道事業者」と表現している。一方、国土交通省はOsaka Metroを大手私鉄に含めるか否かについては「特に何も決まっていない」（2018年時点）としており、2024年（令和6年）4月時点では同社を中小私鉄（中小民鉄）に区分している。
このうち近畿日本鉄道は、中京圏においても路線網を持つが、本社所在地が大阪府であることから、関西私鉄として扱われる。

## 大手私鉄の一覧
- 本社所在地、設立年は『令和4年度 鉄道要覧』による（複数の本店所在地を持つ企業の場合は鉄道要覧掲載の所在地に絞る）[26]。
- 掲載順序、資本金、鉄軌道営業収益、旅客営業キロ程、旅客車両数、駅数、旅客輸送人員は特記を除き、日本民営鉄道協会『大手民鉄データブック 2024　大手民鉄の素顔』による（2024年3月31日時点）[27][28]。

| No. | 会社名 （略称）           | 本社所在地            | 設立                        | 資本金 （百万円） | 鉄軌道 営業収益 （百万円） | 旅客営業 キロ程 (km) | 旅客 車両数 （両） | 駅数 （駅） | 旅客 輸送人員 （千人） | 備考                |
| --- | ------------------------- | --------------------- | --------------------------- | ----------------- | -------------------------- | -------------------- | ------------------ | ----------- | ---------------------- | ------------------- |
| 1   | 東武鉄道 （東武）         | 東京都 墨田区         | 1897年（明治30年） 11月1日  | 102,135           | 155,103                    | 463.3                | 1,773              | 205         | 836,924                |                     |
| 2   | 西武鉄道 （西武）         | 埼玉県 所沢市         | 1912年（明治45年） 5月7日   | 21,665            | 98,706                     | 176.6                | 1,221              | 92          | 587,716                |                     |
| 3   | 京成電鉄 （京成）         | 千葉県 市川市         | 1909年（明治42年） 6月30日  | 36,803            | 67,688                     | 178.8                | 606                | 92          | 274,526                | [ 備 1 ]            |
| 4   | 京王電鉄 （京王）         | 東京都 多摩市         | 1948年（昭和23年） 6月1日   | 59,023            | 79,601                     | 84.7                 | 871                | 69          | 583,685                |                     |
| 5   | 小田急電鉄 （小田急）     | 東京都 新宿区         | 1948年（昭和23年） 6月1日   | 60,359            | 116,002                    | 120.5                | 1,038              | 70          | 683,710                |                     |
| 6   | 東急電鉄 （東急）         | 東京都 渋谷区         | 2019年（平成31年） 4月25日  | 100               | 159,752                    | 110.7                | 1,303              | 99          | 1,052,143              | [ 備 2 ] [ 備 3 ]   |
| 7   | 京浜急行電鉄 （京急）     | 神奈川県 横浜市西区   | 1948年（昭和23年） 6月1日   | 43,738            | 77,253                     | 87.0                 | 790                | 73          | 433,254                |                     |
| 8   | 東京地下鉄 （東京メトロ） | 東京都 台東区         | 2004年（平成16年） 4月1日   | 58,100            | 352,319                    | 195.0                | 2,724              | 180         | 2,384,731              | [ 備 4 ]            |
| 9   | 相模鉄道 （相鉄）         | 神奈川県 横浜市西区   | 1964年（昭和39年） 11月24日 | 100               | 35,518                     | 42.2                 | 442                | 27          | 214,819                | [ 備 5 ] [ 備 6 ]   |
| 10  | 名古屋鉄道 （名鉄）       | 愛知県 名古屋市中村区 | 1921年（大正10年） 6月13日  | 101,158           | 86,733                     | 444.2                | 1,064              | 276         | 360,692                | [ 備 7 ]            |
| 11  | 近畿日本鉄道 （近鉄）     | 大阪府 大阪市天王寺区 | 2014年（平成26年） 4月30日  | 100               | 153,027                    | 501.1                | 1,877              | 286         | 521,835                | [ 備 8 ] [ 備 9 ]   |
| 12  | 南海電気鉄道 （南海）     | 大阪府 大阪市浪速区   | 1925年（大正14年） 3月28日  | 72,983            | 58,446                     | 169.0                | 698                | 103         | 217,267                | [ 備 10 ]           |
| 13  | 京阪電気鉄道 （京阪）     | 大阪府 枚方市         | 2015年（平成27年） 4月1日   | 100               | 51,265                     | 91.1                 | 671                | 89          | 260,144                | [ 備 11 ] [ 備 12 ] |
| 14  | 阪急電鉄 （阪急）         | 大阪府 大阪市北区     | 2005年（平成17年） 4月1日   | 100               | 98,087                     | 143.6                | 1,249              | 90          | 597,920                | [ 備 13 ]           |
| 15  | 阪神電気鉄道 （阪神）     | 大阪府 大阪市福島区   | 1899年（明治32年） 6月12日  | 29,384            | 36,937                     | 48.9                 | 356                | 51          | 235,090                |                     |
| 16  | 西日本鉄道 （西鉄）       | 福岡県 福岡市中央区   | 1908年（明治41年） 12月17日 | 26,157            | 20,873                     | 106.1                | 298                | 73          | 99,042                 |                     |

### 備考
1. ↑  2025年（令和7年）4月1日に新京成電鉄を吸収合併。これにより関東私鉄内での路線総延長距離は西武を抜き、所有車両数も700両を突破した。また、関東私鉄以外を含むと南海の路線総延長距離も抜いた。
2. ↑  鉄軌道事業兼営（鉄道99.9 km、軌道5.0 km）。
3. ↑  事業持株会社移行に伴う会社分割。旧法人の設立年月日は1922年（大正11年）9月2日。
4. ↑  2004年（平成16年）4月1日より大手私鉄となる。
5. ↑  1990年（平成2年）5月31日より大手私鉄となる。
6. ↑  設立年月日は旧法人の純粋持株会社移行に伴い商号変更した株式会社大関のもの。旧法人の設立年月日は1917年（大正6年）12月18日。
7. ↑  鉄軌道事業兼営（鉄道437.0 km、軌道7.2 km）。
8. ↑  鉄軌道事業兼営（鉄道496.0 km、軌道5.1 km）。
9. ↑  純粋持株会社移行に伴う会社分割。旧法人の設立年月日は1944年（昭和19年）6月1日。
10. ↑  2025年（令和7年）4月1日に泉北高速鉄道を吸収合併。2026年度に鉄道事業を分社化した上で東急と同様な形態となる事業持株会社（統括会社）のNANKAIに移行する予定。
11. ↑  鉄軌道事業兼営（鉄道69.5 km、軌道 21.6km）。
12. ↑  事業持株会社移行に伴う会社分割。初代法人の設立年月日は1906年（明治39年）11月19日。
旧法人の設立年月日は1949年（昭和24年）12月1日。
13. ↑  純粋持株会社移行に伴う会社分割。旧法人の設立年月日は1907年（明治40年）10月19日。